# Bahía de Mayaro
Bahía de Mayoro (en inglés: Mayaro Bay) es la bahía más grande del Océano Atlántico de la costa este de la isla de Trinidad, en la República de Trinidad y Tobago. La playa, que se encuentra en esta bahía, llamada Mayaro Beach, es un destino popular para las vacaciones, fines de semana largos, y es uno de los lugares tradicionales para pasar las vacaciones de Semana Santa. La costa está bordeada de casas de vacaciones. Hay una línea casi ininterrumpida de cocoteros (Cocos nucifera) en la costa, testimonio de la época en que la mayor parte del área tenía plantaciones de coco.